# Charles J. Jenkins
Charles Jones Jenkins (ur. 6 stycznia 1805 w Beaufort, zm. 14 czerwca 1883 w Auguście) – amerykański polityk.

## Życiorys
Urodził się 6 stycznia 1805 w Beaufort. Przez dwa lata studiował na University of Georgia, a następnie przeniósł się do Nowego Jorku, gdzie w 1824 roku ukończył Union College. Dwa lata później został przyjęty do palestry i rozpoczął prywatną praktykę w Auguście. W 1830 roku zainteresował się polityką i w sześć lat później został wybrany do legislatury stanowej Georgii, gdzie zasiadał przez większość lat 40., aż do roku 1850. W 1853 roku bezskutecznie ubiegał się o stanowisko gubernatora Georgii, a w czasie wojny secesyjnej był członkiem Sądu Najwyższego Georgii. Tuż po jej zakończeniu został wybrany gubernatorem, starając się przywrócić stan do statusu sprzed konfliktu. Zaangażował się w odbudowę linii kolejowych i uzupełnienie budżetu. Sprzeciwiał się radykalnej rekonstrukcji kraju. Został zdjęty z urzędu po trzech latach, przez generała George’a Meade’a. W wyborach prezydenckich w 1872 roku uzyskał 2 głosy elektorskie. Było to wynikiem śmierci kandydata demokratów Horace’a Greeleya i podziału głosów w Kolegium Elektorów. Jenkins przez kilka lat przebywał za granicą, by następnie wrócić do Georgii i pełnić funkcję zarządcy uniwersytetu stanowego. Zmarł 14 czerwca 1883 roku w Auguście.